# Closer (албум)
Closer е вторият и последен албум на английската пост-пънк група Джой Дивижън. Издаден е на 18 юли 1980, месец след самоубийството на вокалиста Иън Къртис. Както и първият албум Unknown Pleasures, Closer е продуциран от Мартин Ханет. След издаването на хитовия сингъл Love Will Tear Us Apart, останалите членове на групата създават Ню Ордър.
Днес, Closer е считан за дефиниращия албум на пост-пънк жанра.

## Списък на песните
- Всички песни са написани от Иън Къртис, Питър Хук, Бърнард Съмнър и Стивън Морис.

Side A
- 1. Atrocity Exhibition 6:06
- 2.	Isolation	2:53
- 3.	Passover	4:46
- 4.	Colony	3:55
- 5.	A Means to an End	4:07

Side B
- 6.	Heart and Soul	5:51
- 7.	Twenty Four Hours	4:26
- 8.	The Eternal	6:07
- 9.	Decades 6:10